# 브라반트주

브라반트주의 위치

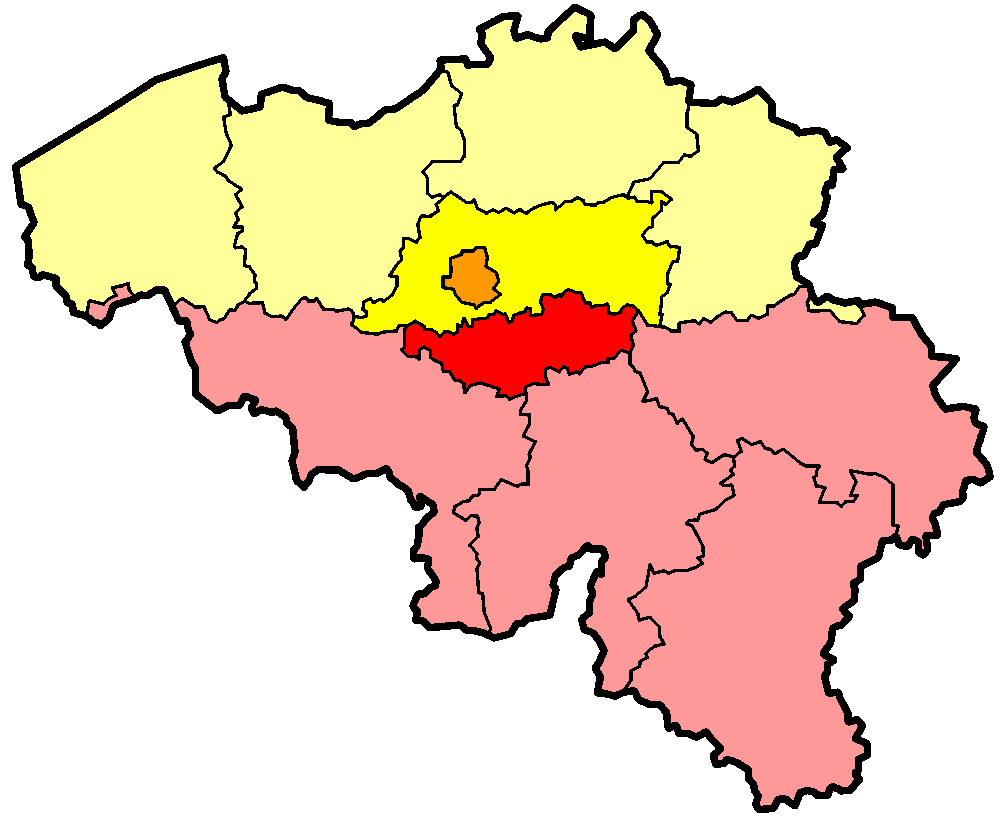
플람스브라반트주(노란색), 브라방왈롱주(빨간색), 브뤼셀 수도 지역(주황색)의 위치

브라반트주 또는 브라방주(네덜란드어: Provincie Brabant, 프랑스어: Province de Brabant)는 1815년부터 1830년까지 네덜란드 연합왕국, 1830년부터 1995년까지 벨기에에 존재했던 주이다. 1995년에 플람스브라반트주, 브라방왈롱주, 브뤼셀 수도 지역으로 나뉘면서 소멸되었다.

## 네덜란드 연합왕국 시대
1815년에 열린 빈 회의를 통해 수립된 네덜란드 연합왕국의 주로 신설되었다. 네덜란드 연합왕국은 나폴레옹 시대에 프랑스에 합병되었던 옛 네덜란드 공화국(현재의 네덜란드)과 남네덜란드(현재의 벨기에, 룩셈부르크)를 합병하여 신설된 왕국이었다. 브라반트주는 과거 프랑스의 주로 남아 있던 딜주(Dyle département)가 새 왕국에 합병되면서 신설된 주였으며 주 이름 또한 옛 브라반트 공국에서 유래된 이름이다.

## 벨기에 시대
1830년에 옛 남네덜란드가 벨기에 왕국으로 독립했다. 브라반트주는 벨기에의 수도인 브뤼셀이 있는 주였기 때문에 벨기에의 중심적인 주로 성장했다.
1989년에 브뤼셀 수도 지역이 신설된 뒤에도 이 지역은 브라반트주의 일부로 계속 남아 있었다. 1995년에 네덜란드어권 지역인 플람스브라반트주, 프랑스어권 지역인 브라방왈롱주가 브라반트주에서 분리되어 신설되었으며 네덜란드어-프랑스어 이중 언어권 지역인 브뤼셀 수도 지역은 독립된 행정 구역으로 승격되었다.

## 같이 보기
- 벨기에의 행정 구역